# Prochilodus lineatus
Prochilodus lineatus (từ đồng nghĩa P. platensis) là một loài cá vây tia Nam Mỹ sinh sống trên lưu vực sông Paraná và sông Paraguay ở Mesopotamia Argentina và Paraguay, sông Pilcomayo tại Bolivia, và sông Paraiba do Sul tại Brasil. Trong tiếng Tây Ban Nha tên thông dụng của nó là sábalo; ở Brazil được gọi trong tiếng Bồ Đào Nha là curimbatá, curimba, corimbatá hoặc grumatã. Tại Hoa Kỳ nó cũng được biết đến với tên theo từ đồng nghĩa kỹ thuật Tarpon prochilodus. Có nhiều loài cá khác với tên gọi chung sábalo; lineatus P. Do đó, đôi khi được phân biệt sábalo jetón (ngôn ngữ giao tiếp tiếng Tây Ban Nha của "miệng-lớn"), hoặc chupabarro ("con hút bùn").
P. lineatus có chiều dài tối đa khoảng 50–60 cm và trọng lượng lên đến 6 kg. Cơ thể của nó là cao và chắc, màu xám xanh (màu nhẹ trong bụng), với vây màu vàng xanh. Miệng của nó là trò lồi tới phía trước, nó có hai hàng các răng nhỏ.
Loài cá này thích vùng nước sâu, nó hút và ăn bùn hữu cơ, mà miệng của nó là đặc biệt thích nghi cho chế độ ăn này. Điều này bất ngờ gây khó khăn cho việc bắt nó với mồi câu. Nó di chuyển trong các bờ sông lớn, tìm kiếm các vùng nước ấm trong mùa xuân để đẻ trứng.